# Townsend Saunders
Townsend Saunders (* 20. April 1967 in Torrance, Kalifornien) ist ein US-amerikanischer Ringer. Er gewann bei den Olympischen Spielen 1996 in Atlanta eine Silbermedaille im freien Stil im Leichtgewicht.

## Werdegang
Townsend Saunders, Spitzname „Junior“ Saunders, wuchs in Torrance auf und besuchte dort die High School. Auf dieser Schule kam er auch zum Ringen. Er entwickelte sich zu einem hervorragenden High-School-Ringer, der auf kalifornischer Ebene mehrere Schulmeisterschaften im freien Stil gewann. Nach der High School besuchte er die California-State-University in Bakersfield. Er betätigte sich auch dort als Ringer und wurde 1987 US-amerikanischer Studentenmeister (NCAA-Champion) im Leichtgewicht. Sein Trainer war in jenen Jahren Joe Seay.
Daneben wurde „Junior“ Saunders Mitglied des renommierten Ringerclubs Sunkist Kids in Phoenix, Arizona. Dort entwickelte er sich bei Trainer Bobby Douglas zu einem Weltklasseringer.
„Junior“ Saunders ist mit Tricia Saunders verheiratet, die zwischen 1992 und 1999 viermal Weltmeisterin im Ringen war. Das Paar hat drei Kinder und wohnt in White Sands.
Schon während seiner aktiven Zeit war Townsend Saunders an der Arizona-State-University als Ringertrainer tätig. Außerdem war er ab 1992 für viele Jahre lang Trainer bei den Sunkist Kids in Phönix. 2004 war er Cheftrainer des US-amerikanischen Olympiateams der Frauen. Zurzeit ist er in der Leitung der Arizona-State-University tätig. Außerdem ist er Vorstandsmitglied des US-amerikanischen Ringerverbandes.
Auf internationaler Ebene begannen die sportlichen Erfolge von „Junior“ Saunders im Jahre 1991 mit dem Titelgewinn bei den Pan Amerikanischen Spielen Havanna. Er gewann dort im freien Stil im Leichtgewicht. Weniger erfolgreich verlief sein Start bei der Weltmeisterschaft 1991 in Warna, denn er kam im Leichtgewicht nur auf den 15. Platz.
1992 siegte er bei der Pan Amerikanischen Meisterschaft im Leichtgewicht vor Jesus E. Rodriguez Garzon aus Kuba u. Craig Roberts aus Kanada. Anschließend qualifizierte er sich bei den so. Trials für den Start bei den Olympischen Spielen in Barcelona. In Barcelona kam er auf den 7. Platz, wobei er von Olympiasieger Arsen Fadsajew aus der GUS aus dem Rennen geworfen wurde (1:4 Punktniederlage).
Bei der Weltmeisterschaft 1993 in Toronto verpasste „Junior“ Saunders mit dem 4. Platz im Leichtgewicht knapp eine Medaille. Bei dieser Weltmeisterschaft gelang ihm aber ein Sieg über den deutschen Welt- und Europameister Alexander Leipold. Bei der Weltmeisterschaft 1994 in Istanbul schied er schon frühzeitig aus und belegte nur den elften Platz.
Im Jahre 1995 siegte „Junior“ Saunders erneut bei den Pan Amerikanischen Spielen, die in Mar del Plata stattfanden. Er besiegte dabei in den Finalkämpfen Vizeweltmeister Jesus E. Rodriguez Garzon und Craig Roberts. Bei der Weltmeisterschaft dieses Jahres in Atlanta kam er im Leichtgewicht auf den achten Platz.
Den größten Erfolg in seiner Laufbahn feierte Townsend Saunders dann bei den Olympischen Spielen 1996 in Atlanta. Er besiegte dort im Leichtgewicht Yüksel Sanli aus der Türkei, Craig Roberts und den amtierenden Weltmeister von 1995 Araik Geworgjan aus Armenien und stand damit im Finale gegen den Russen Wadim Bogijew. Nach einem hochklassigen Endkampf stand es dabei am Ende 1:1, womit sich die Kampfrichter für einen Ringer als Sieger entscheiden mussten. Sie taten dies zu Gunsten von Bogijew. Townsend Saunders gewann damit die Silbermedaille.

## Internationale Erfolge
(OS = Olympische Spiele, WM = Weltmeisterschaft, F = freien Stil, L = Leichtgewicht, damals bis 68 kg Körpergewicht)
- 1991, 1. Platz, Panamerikanische Spiele in Havanna, F, Le, vor Daniel A. Navarete, Argentinien u. Alberto Jose Diaz, Venezuela;
- 1991, 15. Platz, WM in Warna, F, Le; Sieger: Arsen Fadsajew, UdSSR vor Chris Wilson, Kanada, Walentin Gezow, Bulgarien u. Georg Schwabenland, Deutschland;
- 1992, 1. Platz, Panamerikanische Meisterschaft, F, Le, vor Jesus E. Rodriguez Garzon, Kuba u. Craig Roberts, Kanada;
- 1992, 7. Platz, OS in Barcelona, F, Le; Sieger: Arsen Fadsajew, GUS vor Walentin Gezow u. Kōsei Akaishi, Japan;
- 1993, 3. Platz, World Cup in Chattanooga, F, Le, hinter Chris Wilson u. Wadim Bogijew, GUS;
- 1993, 4. Platz, WM in Toronto, F, Le, hinter Akbar Fallah, Iran, Wadim Bogijew, Russland u. Chris Wilson;
- 1994, 11. Platz, WM in Istanbul, F, Le; Sieger: Alexander Leipold, Deutschland vor Jesus E. Rodriguez Garzon u. Kenyebek Omuraliew, Kirgisistan;
- 1995, 1. Platz, Panamerikanische Spiele in Mar del Plata, F, Le, vor Craig Roberts u. Jesus E. Rodriguez Garzon;
- 1995, 8. Platz, WM in Atlanta, F, Le; Sieger: Araik Geworgjan, Armenien vor Akbar Fallah, Jesus E. Rodriguez Garzon u. Wadim Bogijew;
- 1996, Silbermedaille, OS in Atlanta, F, Le, hinter Wadim Bogijew u. vor Sasa Sasirow, Ukraine;
- 1997, 2. Platz, World Cup in Stillwater, F, Le, hinter Yosmany Sanchez Larrundel, Kuba u. vor Islam Matwejew, Russland